# Pseudosphaeroma lundae
Pseudosphaeroma lundae är en kräftdjursart som först beskrevs av Menzies1962.  Pseudosphaeroma lundae ingår i släktet Pseudosphaeroma och familjen klotkräftor. Inga underarter finns listade i Catalogue of Life.